# Срапеньтуо ры

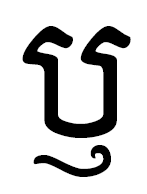

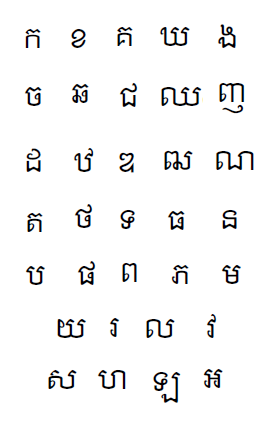

Ры, ឫ, срапеньтуо ры (кхмер. ស្រៈពេញតួ ឫ — независимая гласная «ры») — буква кхмерского алфавита, по традиции относится к гласным буквам (кхмер. ស្រៈ — сра, санскр. स्वर — свара), но обозначает слог из звонкого одноударного согласного /r/ и гласного /ɨ/, используется в начале слова в санскритских словах. В кхмерском языке сохранилось относительно много слов, начинающихся на эту букву, и они располагаются в словаре в разделе последней буквы «А».
Срапеньтуо:
| អា | ឥ | ឦ | ឧ | ឧុ | ឪ | ឫ |
| ឬ | ឭ | ឮ | ឯ | ឰ | ឱ | ឩិ៏ |